# 하우스, 메이트
《하우스, 메이트》는 MBC에서 2014년 11월 16일에 방영한 드라마 페스티벌 시즌 2의 여섯 번째 작품이다.

## 등장 인물

### 주요 인물
- 윤현민 : 상우 역
- 남규리 : 서원 역
- 고보결 : 은영 역
- 최대철 : 대철 역

### 그 외 인물
- 이재이 : 설하 역
- 유민석
- 고우림
- 구은영
- 유환웅

### 특별출연
- 정경호 : 윤석진 역
- 안길강 : 부장 역
- 김준배 : 책방주인 역
- 유순웅 : 은영의 아버지 역